# تشارلز إف. بي. برايس
تشارلز إف. بي. برايس (بالإنجليزية: Charles F. B. Price)‏ هو ضابط أمريكي، ولد في 18 سبتمبر 1881 في هامبورغ في ألمانيا، وتوفي في 23 يناير 1954 في سان دييغو في الولايات المتحدة.